# Скутелніч
Скутелніч (рум. Scutelnici) — село у повіті Бузеу в Румунії. Адміністративний центр комуни Скутелніч.
Село розташоване на відстані 79 км на північний схід від Бухареста, 34 км на південь від Бузеу, 108 км на південний захід від Галаца, 136 км на південний схід від Брашова.

## Населення
За даними перепису населення 2002 року у селі проживали 1086 осіб. Рідною мовою 1084 особи (99,8%) назвали румунську.
Національний склад населення села:
| Національність | Кількість осіб | Відсоток |
| -------------- | -------------- | -------- |
| румуни         | 1055           | 97,1%    |
| цигани         | 29             | 2,7%     |